# Kesogubica
Kesogubica (papučica, krasnica, kalceolarija lat. Calceolaria), veliki biljni rod jednogodišnjih biljaka, trajnica, polugrmova i grmlja koji je nekada bio uključivan u porodicu strupnikovki (Scrophulariaceae), a danas u vlastitu porodicu Calceolariaceae. Rodu pripada 265 vrsta raširenih od Meksika na jug do Argentine i Čilea

## Ime
Latinsko ime roda dolazi od riječi calceus = šlapa, papuča, zbog donje napuhnute usne nalik na cipelu. 

## Opis
Calceolaria je rod zeljastih jednogodišnjih biljaka, trajnica i grmova koji potječu uglavnom iz visokih regija patagonskih Anda sjeverno do Meksika.
Grupa Herbeohybrida kalceolarija, koje se obično nazivaju “džepne biljke”, poznate su po svojim raskošnim cvjetovima. Prvenstveno se uzgajaju u komercijalnim staklenicima za industriju cvijeća. Ovi hibridi obično su križanci nekoliko vrsta uključujući C. crenatiflora, C. corymbosa i C. cana. Cvjetovi široki 0,5-2 inča imaju povećanu donju laticu i dolaze u nizu boja: žuta, narančasta ili crvena te su jednobojni, pjegavi ili dvobojni. Cvjetovi se nalaze u gustim žicama koje često prekrivaju bazalno lišće. Za ovu skupinu biljaka primijenjena su i imena Calceolaria ×herbeohybrida i C. herbeohybrida.

## Problemi kod uzgoja
Problemi biljke su osjetljive na trulež korijena i krošnje zbog previše mokrog tla ili fluktuacija u zalijevanju. Siva plijesan, lisne uši, bijele mušice i grinje također mogu biti problem. Mlohavi listovi obično pokazuju da su biljke previše suhe.

## Vrste
Pripada mu preko 250 vrsta
1. Calceolaria aconcaguina Phil.
2. Calceolaria adenanthera Molau
3. Calceolaria adenocalyx Molau
4. Calceolaria aiseniana C.Ehrh.
5. Calceolaria ajugoides Kraenzl.
6. Calceolaria alata (Pennell) Pennell
7. Calceolaria alba Ruiz & Pav.
8. Calceolaria amicora S. Leiva, E. Rodr. & Rimarachin
9. Calceolaria amoena Molau
10. Calceolaria andina Benth.
11. Calceolaria angustiflora Ruiz & Pav.
12. Calceolaria angustifolia (Lindl.) Sweet
13. Calceolaria anisanthera Pennell
14. Calceolaria annua Edwin
15. Calceolaria aperta Edwin
16. Calceolaria aquatica A.Braun & C.D.Bouché
17. Calceolaria arachnoidea Graham
18. Calceolaria arbuscula Molau
19. Calceolaria argentea Kunth
20. Calceolaria ascendens Lindl.
21. Calceolaria asperula Phil.
22. Calceolaria atahualpae Kraenzl.
23. Calceolaria auriculata Phil.
24. Calceolaria australis (Molau) Molau
25. Calceolaria ballotifolia Kraenzl.
26. Calceolaria barbata Molau
27. Calceolaria bartsiifolia Wedd.
28. Calceolaria belophora Pennell
29. Calceolaria bentae Molau
30. Calceolaria bicolor Ruiz & Pav.
31. Calceolaria bicrenata Ruiz & Pav.
32. Calceolaria biflora Lam.
33. Calceolaria bogotensis (Pennell) Pennell
34. Calceolaria boliviana (Britton ex Rusby) Pennell
35. Calceolaria borsinii Rossow
36. Calceolaria brachiata Kraenzl.
37. Calceolaria brunellifolia Phil.
38. Calceolaria buchtieniana Kraenzl.
39. Calceolaria bullata Molau
40. Calceolaria caespitosa Molau
41. Calceolaria cajabambae Kraenzl.
42. Calceolaria caleuana Muñoz-Schick & A.Moreira
43. Calceolaria calycina Benth.
44. Calceolaria campanae Phil.
45. Calceolaria cana Cav.
46. Calceolaria cataractarum Molau
47. Calceolaria cavanillesii Phil.
48. Calceolaria chaetostemon Pennell
49. Calceolaria chelidonioides Kunth
50. Calceolaria chibulensis C.Romero, Bussmann & Puppo
51. Calceolaria chrysosphaera Pennell
52. Calceolaria collina Phil.
53. Calceolaria colombiana Pennell
54. Calceolaria colquepatana Pennell
55. Calceolaria commutata Molau
56. Calceolaria comosa Pennell
57. Calceolaria comulcana C.Romero, Bussmann & Puppo
58. Calceolaria concava Molau
59. Calceolaria connatifolia Pennell
60. Calceolaria conocarpa Pennell
61. Calceolaria cordifolia Molau
62. Calceolaria cordiformis Edwin ex Moldau
63. Calceolaria corymbosa Ruiz & Pav.
64. Calceolaria crassa Molau
65. Calceolaria crenata Lam.
66. Calceolaria crenatiflora Cav.
67. Calceolaria cumbemayensis Molau
68. Calceolaria cuneiformis Ruiz & Pav.
69. Calceolaria cypripediiflora Kraenzl.
70. Calceolaria deflexa Ruiz & Pav.
71. Calceolaria densiflora Molau
72. Calceolaria densifolia Phil.
73. Calceolaria dentata Ruiz & Pav.
74. Calceolaria dentifolia Edwin
75. Calceolaria dichotoma Lam.
76. Calceolaria dilatata Benth.
77. Calceolaria discotheca Molau
78. Calceolaria divaricata Kunth
79. Calceolaria elatior Griseb.
80. Calceolaria engleriana Kraenzl.
81. Calceolaria ericoides Juss. ex Vahl
82. Calceolaria extensa Benth.
83. Calceolaria ferruginea Cav.
84. Calceolaria filicaulis Clos
85. Calceolaria flavida Lavandero & Santilli
86. Calceolaria flavovirens C.Ehrh.
87. Calceolaria flexuosa Ruiz & Pav.
88. Calceolaria fothergillii Aiton
89. Calceolaria frondosa Molau
90. Calceolaria fusca Pennell
91. Calceolaria gaultherioides Molau
92. Calceolaria georgiana Phil.
93. Calceolaria germainii Witasek
94. Calceolaria glacialis Wedd.
95. Calceolaria glandulosa Poepp. ex Benth.
96. Calceolaria glauca Ruiz & Pav.
97. Calceolaria gossypina Benth.
98. Calceolaria grandiflora Pennell
99. Calceolaria harlingii Molau
100. Calceolaria helianthemoides Kunth
101. Calceolaria heterophylla Ruiz & Pav.
102. Calceolaria hirtiflora Pennell
103. Calceolaria hispida Benth.
104. Calceolaria hypericina Poepp. ex Benth.
105. Calceolaria hyssopifolia Kunth
106. Calceolaria inamoena Kraenzl.
107. Calceolaria inaudita Kraenzl.
108. Calceolaria incachacensis Kraenzl.
109. Calceolaria incarum Kraenzl.
110. Calceolaria inflexa Ruiz & Pav.
111. Calceolaria integrifolia L.
112. Calceolaria irazuensis Donn.Sm.
113. Calceolaria jujuyensis Botta
114. Calceolaria laevis Molau
115. Calceolaria lagunae-blancae Kraenzl.
116. Calceolaria lamiifolia Kunth
117. Calceolaria lanata Kunth
118. Calceolaria lanigera Phil.
119. Calceolaria lasiocalyx Pennell
120. Calceolaria latifolia Benth.
121. Calceolaria lavandulifolia Kunth
122. Calceolaria lehmanniana Kraenzl.
123. Calceolaria lepida Phil.
124. Calceolaria lepidota Kraenzl.
125. Calceolaria leptantha Pennell
126. Calceolaria leucanthera Pennell
127. Calceolaria linearis Ruiz & Pav.
128. Calceolaria llamaensis (Edwin) Molau
129. Calceolaria lobata Cav.
130. Calceolaria lojensis Pennell
131. Calceolaria ludens Kraenzl.
132. Calceolaria luteocalyx Edwin
133. Calceolaria maculata Edwin
134. Calceolaria mandoniana Kraenzl.
135. Calceolaria martinezii Kraenzl.
136. Calceolaria melissifolia Benth.
137. Calceolaria mexicana Benth.
138. Calceolaria meyeniana Phil.
139. Calceolaria micans Molau
140. Calceolaria microbefaria Kraenzl.
141. Calceolaria molaui Puppo
142. Calceolaria mollissima Walp.
143. Calceolaria monantha Kraenzl.
144. Calceolaria morisii Walp.
145. Calceolaria moyobambae Kraenzl.
146. Calceolaria myriophylla Kraenzl.
147. Calceolaria neglecta Molau
148. Calceolaria nevadensis (Pennell) Standl.
149. Calceolaria nitida Colla
150. Calceolaria nivalis Kunth
151. Calceolaria nudicaulis Benth.
152. Calceolaria obliqua Molau
153. Calceolaria oblonga Ruiz & Pav.
154. Calceolaria obtusa Molau
155. Calceolaria odontophylla Molau
156. Calceolaria olivacea Molau
157. Calceolaria oreophila Molau
158. Calceolaria oxapampensis Puppo
159. Calceolaria oxyphylla Molau
160. Calceolaria pallida Phil.
161. Calceolaria paposana Phil.
162. Calceolaria paralia Cav.
163. Calceolaria parviflora Gillies ex Benth.
164. Calceolaria parvifolia Wedd.
165. Calceolaria pavonii Benth.
166. Calceolaria pedunculata Molau
167. Calceolaria penlandii Pennell
168. Calceolaria pennellii Descole & Borsini
169. Calceolaria percaespitosa Wooden
170. Calceolaria perfoliata L.f.
171. Calceolaria petioalaris Cav.
172. Calceolaria phaceliifolia Edwin
173. Calceolaria phaeotricha Molau
174. Calceolaria philippii Eyzag.
175. Calceolaria picta Phil.
176. Calceolaria pilosa Molau
177. Calceolaria pinifolia Cav.
178. Calceolaria pinnata L.
179. Calceolaria pisacomensis Meyen ex Walp.
180. Calceolaria platyzyga Diels
181. Calceolaria plectranthifolia Walp.
182. Calceolaria poikilanthes Sandwith
183. Calceolaria polifolia Hook.
184. Calceolaria polyclada Kraenzl.
185. Calceolaria polyrhiza Cav.
186. Calceolaria procera Pennell
187. Calceolaria psammophila Skottsb.
188. Calceolaria pulverulenta Ruiz & Pav.
189. Calceolaria pumila Edwin
190. Calceolaria punicea Ruiz & Pav.
191. Calceolaria puppoae Molinari
192. Calceolaria purpurascens (Kraenzl.) Molau
193. Calceolaria purpurea Graham
194. Calceolaria quitoensis Pennell
195. Calceolaria ramosa Molau
196. Calceolaria rariflora Molau
197. Calceolaria reichlinii Edwin
198. Calceolaria revoluta Pennell
199. Calceolaria rhacodes Kraenzl.
200. Calceolaria rhododendroides Kraenzl.
201. Calceolaria rhombifolia Molau
202. Calceolaria rinconada C.Ehrh.
203. Calceolaria rivularis Kraenzl.
204. Calceolaria rosmarinifolia Lam.
205. Calceolaria rotundifolia Kunth
206. Calceolaria rubiginosa C.Ehrh.
207. Calceolaria rufescens Molau
208. Calceolaria rugulosa Edwin
209. Calceolaria ruiz-lealii Descole & Borsini
210. Calceolaria rupestris Molau
211. Calceolaria salicifolia Ruiz & Pav.
212. Calceolaria salpoana S. Leiva, E. Rodr. & Rimarachin
213. Calceolaria santolinoides Kraenzl.
214. Calceolaria scabra Ruiz & Pav.
215. Calceolaria scapiflora (Ruiz & Pav.) Benth.
216. Calceolaria schickendantziana Kraenzl.
217. Calceolaria sclerophylla Molau
218. Calceolaria segethii Phil.
219. Calceolaria semiconnata Pennell
220. Calceolaria sericea Pennell
221. Calceolaria serrata Lam.
222. Calceolaria sessilis Ruiz & Pav.
223. Calceolaria sibthorpioides Kunth
224. Calceolaria sonchensis Pennell ex Edwin
225. Calceolaria soratensis Kraenzl.
226. Calceolaria sotarensis Pennell
227. Calceolaria sparsiflora Kunze
228. Calceolaria spathulata Witasek
229. Calceolaria speciosa Pennell
230. Calceolaria spruceana Kraenzl.
231. Calceolaria stellariifolia Phil.
232. Calceolaria stricta Kunth
233. Calceolaria talcana J.Grau & C.Ehrh.
234. Calceolaria tenella Poepp. & Endl.
235. Calceolaria tenuis Benth.
236. Calceolaria ternata Molau
237. Calceolaria tetragona Benth.
238. Calceolaria teucrioides Griseb.
239. Calceolaria thyrsiflora Graham
240. Calceolaria tomentosa Ruiz & Pav.
241. Calceolaria triandra (Cav.) Vahl
242. Calceolaria trichanthera Molau
243. Calceolaria triloba Edwin
244. Calceolaria trilobata Hemsl.
245. Calceolaria tripartita Ruiz & Pav.
246. Calceolaria tucumana Descole
247. Calceolaria umbellata Wedd.
248. Calceolaria undulata Benth.
249. Calceolaria uniflora Lam.
250. Calceolaria urticifolia Molau
251. Calceolaria utricularioides Hook. ex Benth.
252. Calceolaria vaccinioides Kraenzl.
253. Calceolaria valdiviana Phil.
254. Calceolaria variifolia Edwin
255. Calceolaria velutina Pennell
256. Calceolaria velutinoides Edwin
257. Calceolaria verbascifolia Bertero ex Phil.
258. Calceolaria virgata Ruiz & Pav.
259. Calceolaria viscosa Ruiz & Pav.
260. Calceolaria viscosissima (Hook.) Lindl.
261. Calceolaria volckmannii Phil.
262. Calceolaria vulpina Kraenzl.
263. Calceolaria weberbaueriana Kraenzl.
264. Calceolaria williamsii Phil.
265. Calceolaria zamorana Molau
266. Calceolaria ×albotomentosa Witasek